# Bahnstrecke Roth–Greding
| |                         |                                     |                                     |
| Streckennummer (DB): | 5944                    |                                     |                                     |
| Kursbuchstrecke (DB): | 911 (Roth–Hilpoltstein) |                                     |                                     |
| Kursbuchstrecke: | 413d (1946)             |                                     |                                     |
| Streckenlänge: | 39,22 km                |                                     |                                     |
| Spurweite: | 1435 mm (Normalspur)    |                                     |                                     |
| Streckenklasse: | C4                      |                                     |                                     |
| Maximale Neigung: | 27 ‰                    |                                     |                                     |
| Minimaler Radius: | 180 m                   |                                     |                                     |
| Streckengeschwindigkeit: | 60 km/h                 |                                     |                                     |
| Zugbeeinflussung: | PZB                     |                                     |                                     |
| |                         |                                     |                                     |
| \| \| \| von Nürnberg Hbf (S-Bahn) \| \| \| \| \| von Nürnberg Hbf (Fernbahn) \| \| \| \| 0,000 \| Roth \| 341 m \| \| \| \| nach Treuchtlingen \| \| \| \| 0,394 \| Flutbrücke (51 m) \| Flutbrücke (51 m) \| \| \| 0,574 \| Rednitz (42 m) \| Rednitz (42 m) \| \| \| 1,050 \| Anst Bayka (bis 1987) \| Anst Bayka (bis 1987) \| \| \| 1,523 \| Lohgarten-Roth (ehem. Bf) \| Lohgarten-Roth (ehem. Bf) \| \| \| \| Bundesstraße 2 \| \| \| \| 4,410 \| Hofstetten (bis 28. Mai 1988) \| Hofstetten (bis 28. Mai 1988) \| \| \| \| Anst Fa. Lena \| \| \| \| 6,075 \| Eckersmühlen (ehem. Bf) \| Eckersmühlen (ehem. Bf) \| \| \| 7,753 \| Roth (40 m) \| Roth (40 m) \| \| \| 8,090 \| Lösmühle (bis 1922) \| Lösmühle (bis 1922) \| \| \| 10,973 \| Hilpoltstein (ehem. Bf) \| 382 m \| \| \| 11,900 \| Anst Klingele Papierwerke (ab 1960) \| Anst Klingele Papierwerke (ab 1960) \| \| \| 11,950 \| Anst Raiffeisenmarkt (ab 1968) \| Anst Raiffeisenmarkt (ab 1968) \| \| \| 14,470 \| Unterrödel \| Unterrödel \| \| \| 17,330 \| Heideck \| Heideck \| \| \| 20,090 \| Zell (Roth) \| Zell (Roth) \| \| \| 21,900 \| Eysölden \| Eysölden \| \| \| 24,210 \| Alfershausen \| Alfershausen \| \| \| \| Anst Raiffeisenmarkt (bis 1986) \| \| \| \| \| Thalach \| \| \| \| 27,410 \| Thalmässing \| Thalmässing \| \| \| \| Anst Baywa \| \| \| \| \| Brücke über Hauptstraße \| \| \| \| 30,390 \| Göllersreuth \| Göllersreuth \| \| \| 33,590 \| Höbing \| Höbing \| \| \| 35,180 \| Günzenhofen \| Günzenhofen \| \| \| 36,410 \| Hausen (b Greding) \| Hausen (b Greding) \| \| \| \| Bundesautobahn 9 \| \| \| \| 39,220 \| Greding \| Greding \| \| \| \| Anst Baywa \| \| \| \| \| \| \| \| Quellen: [3][4][5][6] \| \| \| \| |                         |                                     |                                     |
| Strecke |                         | von Nürnberg Hbf (S-Bahn)           | von Nürnberg Hbf (S-Bahn)           |
| Abzweig geradeaus und von rechts |                         | von Nürnberg Hbf (Fernbahn)         | von Nürnberg Hbf (Fernbahn)         |
| Bahnhof | 0,000                   | Roth                                | 341 m                               |
| Abzweig geradeaus und nach rechts |                         | nach Treuchtlingen                  | nach Treuchtlingen                  |
| Brücke | 0,394                   | Flutbrücke (51 m)                   | Flutbrücke (51 m)                   |
| Brücke über Wasserlauf | 0,574                   | Rednitz (42 m)                      | Rednitz (42 m)                      |
| Abzweig geradeaus und ehemals nach links | 1,050                   | Anst Bayka (bis 1987)               | Anst Bayka (bis 1987)               |
| Haltepunkt / Haltestelle | 1,523                   | Lohgarten-Roth (ehem. Bf)           | Lohgarten-Roth (ehem. Bf)           |
| Strecke mit Straßenbrücke |                         | Bundesstraße 2                      | Bundesstraße 2                      |
| ehemaliger Haltepunkt / Haltestelle | 4,410                   | Hofstetten (bis 28. Mai 1988)       | Hofstetten (bis 28. Mai 1988)       |
| Abzweig geradeaus und ehemals von rechts |                         | Anst Fa. Lena                       | Anst Fa. Lena                       |
| Haltepunkt / Haltestelle | 6,075                   | Eckersmühlen (ehem. Bf)             | Eckersmühlen (ehem. Bf)             |
| Brücke über Wasserlauf | 7,753                   | Roth (40 m)                         | Roth (40 m)                         |
| ehemaliger Haltepunkt / Haltestelle | 8,090                   | Lösmühle (bis 1922)                 | Lösmühle (bis 1922)                 |
| Haltepunkt / Haltestelle Strecke ab hier außer Betrieb | 10,973                  | Hilpoltstein (ehem. Bf)             | 382 m                               |
| Abzweig geradeaus und von rechts (Strecke außer Betrieb) | 11,900                  | Anst Klingele Papierwerke (ab 1960) | Anst Klingele Papierwerke (ab 1960) |
| Abzweig geradeaus und nach links (Strecke außer Betrieb) | 11,950                  | Anst Raiffeisenmarkt (ab 1968)      | Anst Raiffeisenmarkt (ab 1968)      |
| Haltepunkt / Haltestelle (Strecke außer Betrieb) | 14,470                  | Unterrödel                          | Unterrödel                          |
| Bahnhof (Strecke außer Betrieb) | 17,330                  | Heideck                             | Heideck                             |
| Haltepunkt / Haltestelle (Strecke außer Betrieb) | 20,090                  | Zell (Roth)                         | Zell (Roth)                         |
| Bahnhof (Strecke außer Betrieb) | 21,900                  | Eysölden                            | Eysölden                            |
| Bahnhof (Strecke außer Betrieb) | 24,210                  | Alfershausen                        | Alfershausen                        |
| Abzweig geradeaus und nach links (Strecke außer Betrieb) |                         | Anst Raiffeisenmarkt (bis 1986)     | Anst Raiffeisenmarkt (bis 1986)     |
| Brücke über Wasserlauf (Strecke außer Betrieb) |                         | Thalach                             | Thalach                             |
| Bahnhof (Strecke außer Betrieb) | 27,410                  | Thalmässing                         | Thalmässing                         |
| Abzweig geradeaus und nach links (Strecke außer Betrieb) |                         | Anst Baywa                          | Anst Baywa                          |
| Brücke (Strecke außer Betrieb) |                         | Brücke über Hauptstraße             | Brücke über Hauptstraße             |
| Haltepunkt / Haltestelle (Strecke außer Betrieb) | 30,390                  | Göllersreuth                        | Göllersreuth                        |
| Bahnhof (Strecke außer Betrieb) | 33,590                  | Höbing                              | Höbing                              |
| Haltepunkt / Haltestelle (Strecke außer Betrieb) | 35,180                  | Günzenhofen                         | Günzenhofen                         |
| Haltepunkt / Haltestelle (Strecke außer Betrieb) | 36,410                  | Hausen (b Greding)                  | Hausen (b Greding)                  |
| Strecke mit Straßenbrücke (Strecke außer Betrieb) |                         | Bundesautobahn 9                    | Bundesautobahn 9                    |
| Bahnhof (Strecke außer Betrieb) | 39,220                  | Greding                             | Greding                             |
| |                         | Anst Baywa                          |                                     |
| |                         |                                     |                                     |
| Quellen: |                         |                                     |                                     |

Die Bahnstrecke Roth–Greding (im Volksmund als Gredl oder Gredl-Bahn bezeichnet) ist eine Nebenbahn in Bayern. Die einst 39 km lange Strecke führte ursprünglich vom Bahnhof Roth über Hilpoltstein und Thalmässing nach Greding. In Betrieb ist heute nur noch der 11 km lange Abschnitt bis Hilpoltstein, die weitere Strecke wurde zwischen 1972 und 2002 schrittweise stillgelegt und zurückgebaut. Im verbliebenen Abschnitt wurde der Personenverkehr ab 1996 wieder ausgebaut. Dieser soll zukünftig elektrifiziert und in das Netz der S-Bahn Nürnberg integriert werden.

## Streckenbeschreibung
Die Strecke verlässt den Bahnhof Roth in südöstlicher Richtung, überquert die Rednitz-Aue und erreicht den Haltepunkt Lohgarten-Roth. Am Ortsrand von Roth erreicht die Strecke eine Parallellage zur Staatsstraße 2220, unterquert die Bundesstraße 2 und steigt mit bis zu 27 Promille Längsneigung an. Die Strecke passiert Hofstetten und erreicht den Haltepunkt Eckersmühlen. Die Strecke verlässt dort die Parallellage zur St 2220 und quert die Roth und führt schließlich durch den Forst Höglach, bevor sie Hilpoltstein erreicht.
Die eingleisige und nicht elektrifizierte Strecke ist weitgehend mit 60 km/h befahrbar. In Roth liegt die Höchstgeschwindigkeit zumeist bei 50 km/h, im Bereich des Bahnhofs Roth sowie der Haltepunkte Hilpoltstein (stadteinwärts) und Eckersmühlen bei 30 km/h.

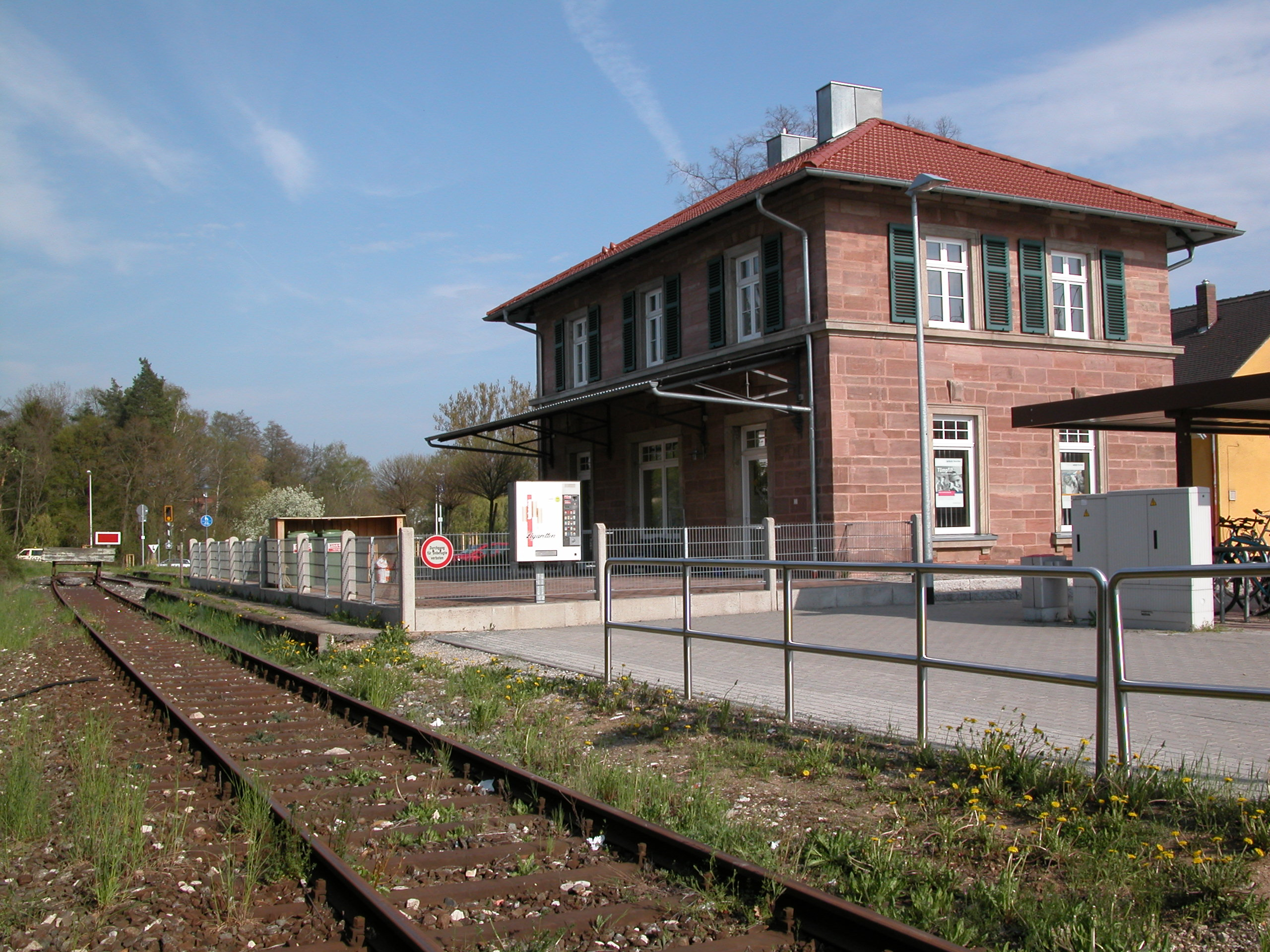
Bahnhof Hilpoltstein im Jahr 2004
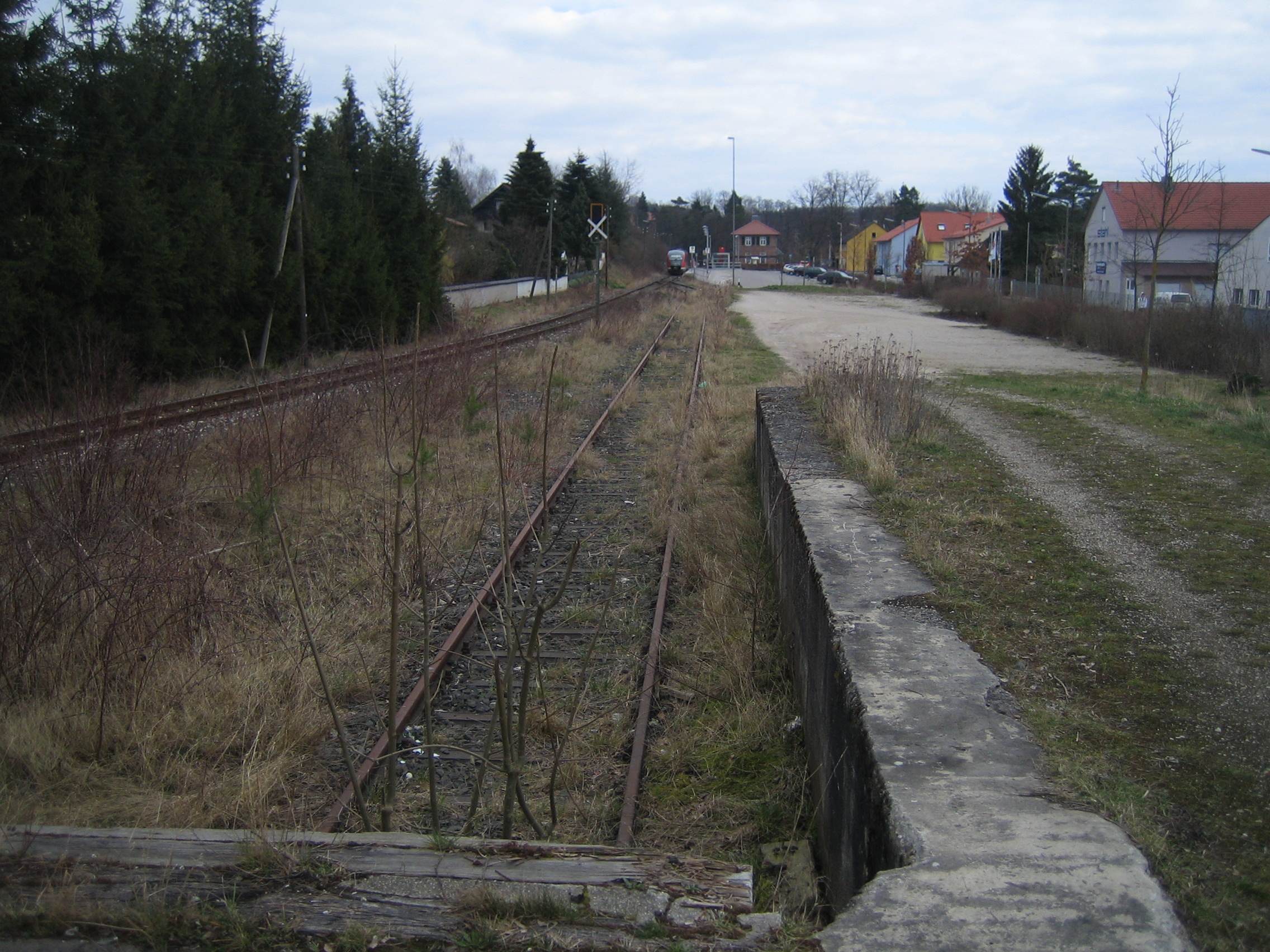
Ehemaliges Ladegleis am Bahnhof Hilpoltstein (2007, heute stillgelegt)
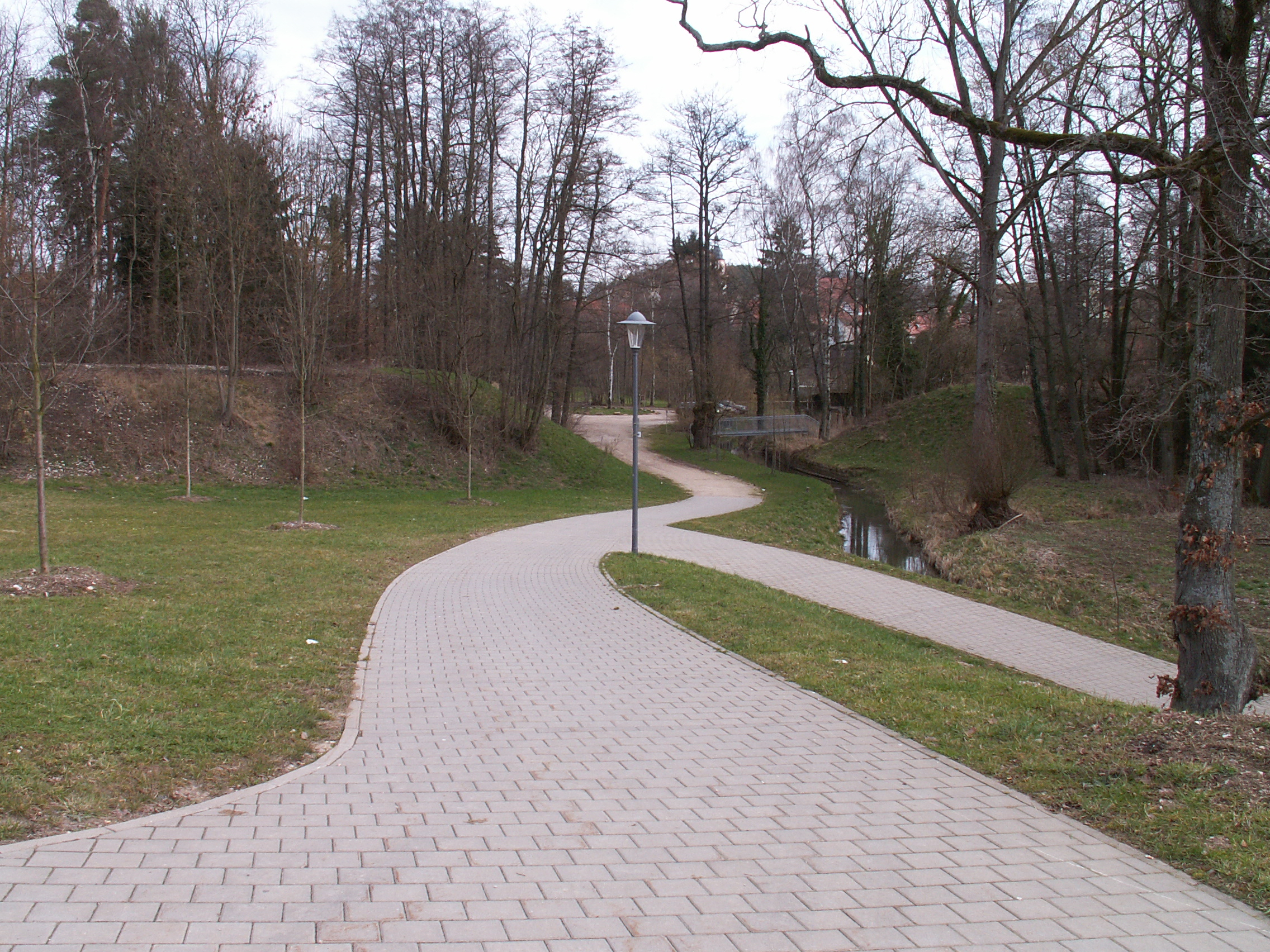
Bahndamm und Überreste der Brücke über den Gänsbach im Stadtpark Hilpoltstein (etwa Streckenkilometer 11,1)
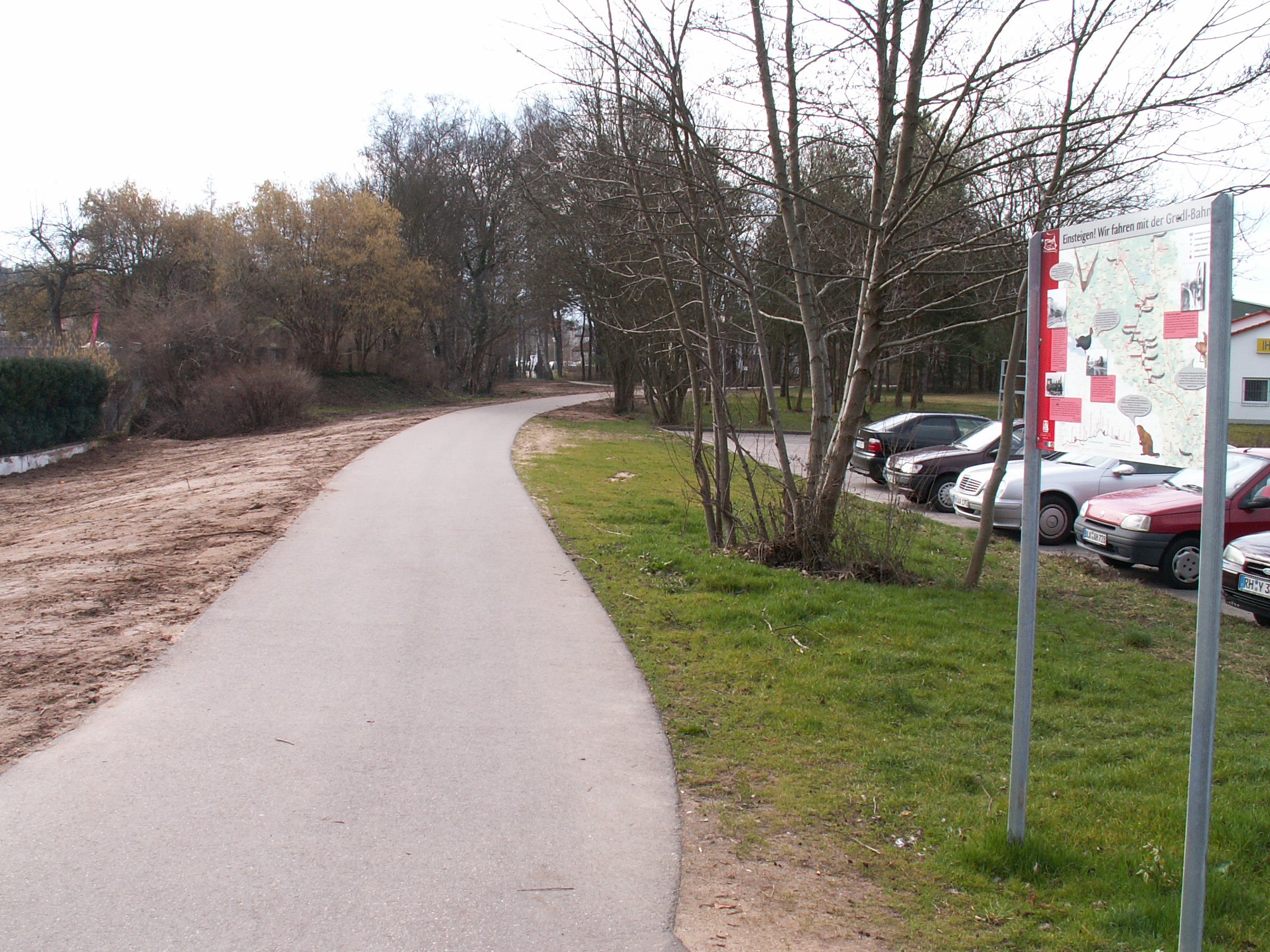
Beginn des Radwegs und Informationstafel in Hilpoltstein, etwa Streckenkilometer 11,4 (2007)
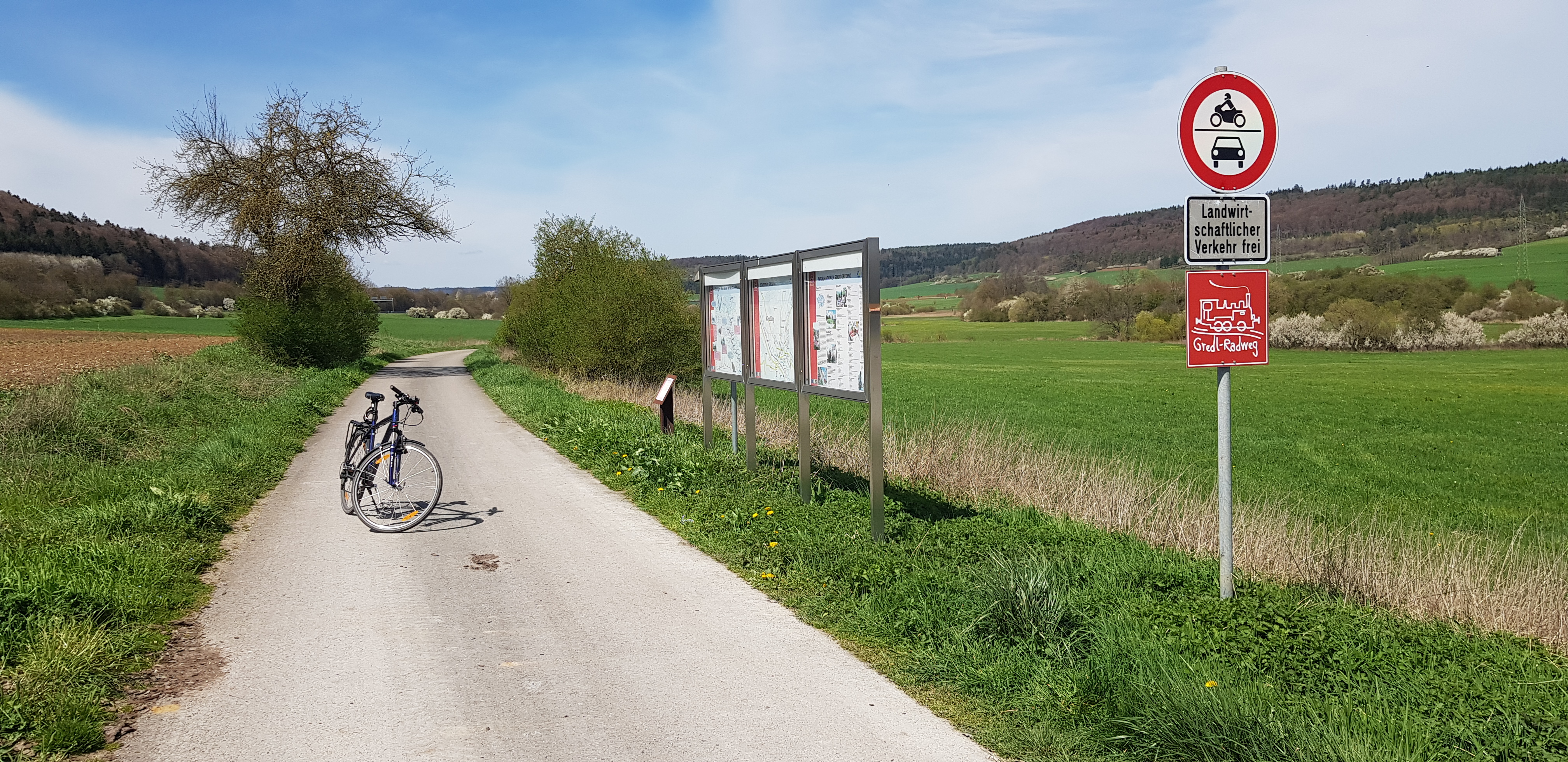
Ende des ausgewiesenen Radwegs in Greding, etwa Streckenkilometer 38 (2023)

Die Strecke wird durch Stichstreckenblock durch das einzig verbliebene Stellwerk der Strecke, in Roth, sowie punktuell durch Punktförmige Zugbeeinflussung gesichert. Sie wird durch drei Basisstationen (im Bahnhof Roth, auf Höhe von Belmbrach sowie an der Stephansmühle) mit GSM-R versorgt.

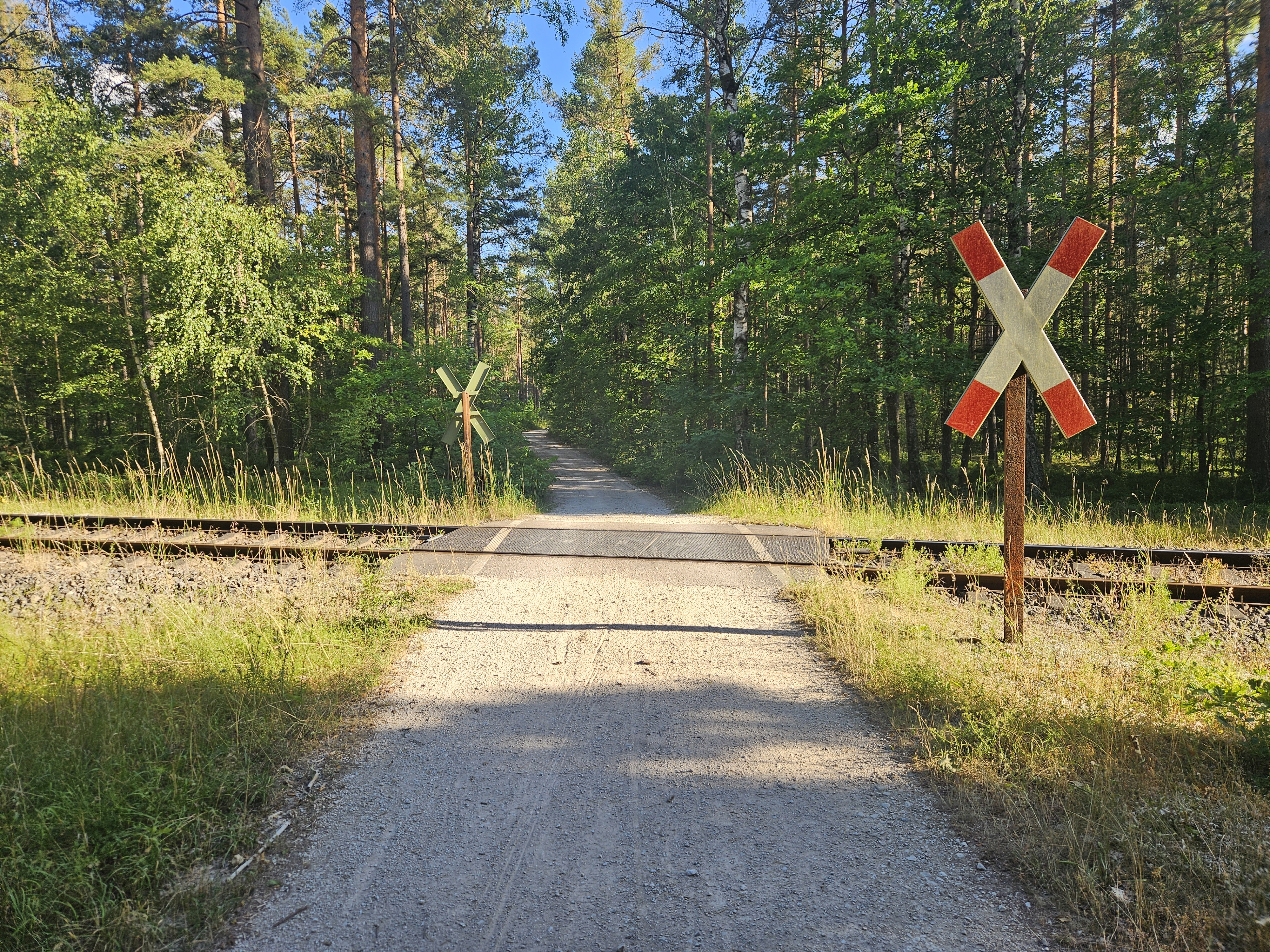
Einer der nicht technisch gesicherten Bahnübergänge, im Wald bei Hilpoltstein

Von 22 Bahnübergängen sind 17 technisch nicht gesichert. Die Bahnübergänge des Straßenverkehrs in Roth sind technisch gesichert: bahnseitig mit Überwachungssignalen, straßenseitig mit Warnlichtern und teils Schranken. Die übrigen Bahnübergänge sind nicht technisch gesichert, annähernde Züge kündigen sich in der Regel durch einfaches oder mehrfaches Pfeifen an. Der Bahnübergang im Bahnhof Roth ist durch den Fahrdienstleiter im Bahnhof Roth wärterbedient; die übrigen vier technisch gesicherten Bahnübergänge sind zugbedient und werden teils durch Gleiskontakte und teils durch Infrarot-Fernsteuerungen durch den Triebfahrzeugführer (an den Haltepunkten Eckersmühlen und Lohgarten-Roth) eingeschaltet.
Entlang der Strecke kommt es immer wieder zu Bahnübergangsunfällen. Zwischen 1989 und Anfang 1999 wurden allein an den 5 Bahnübergängen in Roth 20 Unfälle mit 2 Todesopfern und 15 Verletzten gezählt. 9 Unfälle entfielen auf den Bahnübergang am Kellerweg, der mit Halbschranken und einer moderneren Lichtzeichenanlage ausgerüstet werden sollte. Die Strecke war mit 16 Unfällen an Bahnübergängen im Zeitraum von 2010 bis 2022 eine der zehn Strecken mit den meisten derartigen Ereignissen in Deutschland. Für 2024 wurden für die Strecke zwei gefährliche Ereignisse verzeichnet, jeweils Kollisionen mit Pkw an Bahnübergängen (bei km 1,9 und 5,9). Zwischen 2012 und Juli 2025 sind insgesamt 18 Bahnübergangsunfälle verzeichnet. Dabei wurde ein Mensch getötet, vier schwer und 19 leicht verletzt.

## Geschichte

### Hintergrund
Bereits 1864 wurde eine Eisenbahnverbindung zwischen Ingolstadt und Nürnberg über Kipfenberg und Greding diskutiert. Stattdessen wurde die Verbindung Ingolstadt–Nürnberg durch die Bahnstrecken Ingolstadt–Treuchtlingen und Treuchtlingen–Nürnberg hergestellt.
Die Lokalbahnen Roth–Greding sowie die Neumarkt–Beilngries (mit Abzweigung nach Freystadt) dienten im Wesentlichen dazu, ein von den Bahnstrecken Ingolstadt–Treuchtlingen, Treuchtlingen–Nürnberg, Regensburg–Nürnberg und Regensburg–Ingolstadt umschlossenes und bis dahin eisenbahnloses Gebiet auf relativ einfache Weise zu erschließen.
Eine ab wenigstens 1880 vorgesehene und bis etwa Anfang 1882 vertieft geplante Bahnstrecke zwischen Kelheim und Greding kam ebenfalls nicht zur Ausführung.

### Planung und Bau
Eine erste Trassierung erfolgte durch eine Projektkommission im Oktober/November 1883.
Die Strecke wurde als normalspurige Lokalbahn mit diversen baulichen und betrieblichen Vereinfachungen konzipiert, um einen wirtschaftlichen Betrieb zu ermöglichen. Mit einem kleinsten Bogenhalbmesser von 180 m zählte sie zu den am engsten trassierten Nebenbahnen in Bayern. Die größte maßgebende Neigung lag bei 1:40. Bis zu 200 m enge Radien fielen mit Steigungen von bis zu 25 Promille zusammen. 30 km der Strecke verliefen in Neigungen, 14 km in Bögen. Der Bahnkörper sollte mit einer Breite von 3,0 m ausgeführt werden. Bahnübergänge wurden nicht durch Schranken gesichert, sondern stattdessen die zulässige Geschwindigkeit reduziert.
Der Bau der Strecke sowie zwölf weiterer Lokalbahnen war Gegenstand des „Gesetz über die Herstellung von Bahnen lokaler bedeutend betreffend“ vom 21. April 1884. 
Der Ausschuss der Bayerischen Abgeordnetenkammer hatte sich im Februar 1884 mit einer Gegenstimme für die Realisierung der Lokalbahn Roth–Greding ausgesprochen.

Im Zuge der parlamentarischen Befassung mit dem Lokalbahngesetz wurden im Februar und März 1884 Petitionen und Bitten zu einer Verlängerung, Abzweigung bzw. Anschluss der Marktgemeinde Allersberg an die Lokalbahn Roth–Greding im Parlament beraten und der Regierung zur Kenntnisnahme und Würdigung übergeben. Im Ergebnis einer Planung (Projektierung) der Strecke wurden für Grunderwerb und Vermessung Kosten von 24.300 Goldmark erwartet. Die Marktgemeinde wandte sich daraufhin erneut mit einer Petition an die Bayerische Staatsregierung und den Bayerischen Landtag, der am 15. Januar 1886 darüber diskutierte und dieser zustimmte. Die Gemeinde schlug darin vor, für die noch für die Lokalbahn Roth–Greding eingesetzten Mitarbeiter anschließend nahtlos für die Anbindung Allersbergs einzusetzen. Die Petition sah die Anbindung Allersbergs an Eckersmühlen vor, jedoch sei auch ein Anschluss an Hilpoltstein möglich. Eine weitere Eingabe folgte 1887. Am 20. März 1888 wurde im Parlament eine weitere Petition diskutiert, die von den Städten Allersberg und Roth sowie sieben weiteren Gemeinden eingebracht wurde und zum Ziel hatte, einen von der Staatsregierung vorgelegten Entwurf über ein um elf Lokalbahnen fortgeschriebenes Lokalbahngesetz um eine Lokalbahn von Lohgarten-Roth nach Allersberg zu ergänzen. Nach einer lebhaften Debatte, die sich im Wesentlichen um die wirtschaftliche Zukunft Allersbergs und die Wirtschaftlichkeit einer solchen Strecke drehte, sprachen sich 61 Abgeordnete für und 67 Abgeordnete gegen die Ergänzung des Gesetzesentwurfs aus. Die Petition wurde daraufhin abermals der Staatsregierung zur Würdigung übergeben. Im April 1890 wurde eine weitere Petition der Gemeindeverwaltung Allersbergs, zu einer Lokalbahn von Lohgarten-Roth nach Allersberg, im Parlament diskutiert und erneut der Staatsregierung übergeben. In der Debatte, die sich wesentlich um die Notwendigkeit und Wirtschaftlichkeit einer solchen Bahn drehte, wurde auch nochmals als Alternative eine Eisenbahn zwischen Allersberg und Hilpoltstein vorgeschlagen.
Die geplanten Baukosten der Lokalbahn Roth–Greding beliefen sich auf 1,915 Millionen Goldmark (48.600 Mark pro Kilometer). 1,754 Millionen davon wurden aus Staatsmitteln aufgebracht und dafür ein Darlehen aufgenommen. Die übrigen 161.000 Mark kamen aus Mitteln der Distrikte Roth, Hilpoltstein und Greding. Der für den Bahnbau und Nebenanlagen notwendige Grund und Boden war dem Staat kostenfrei zu überlassen.

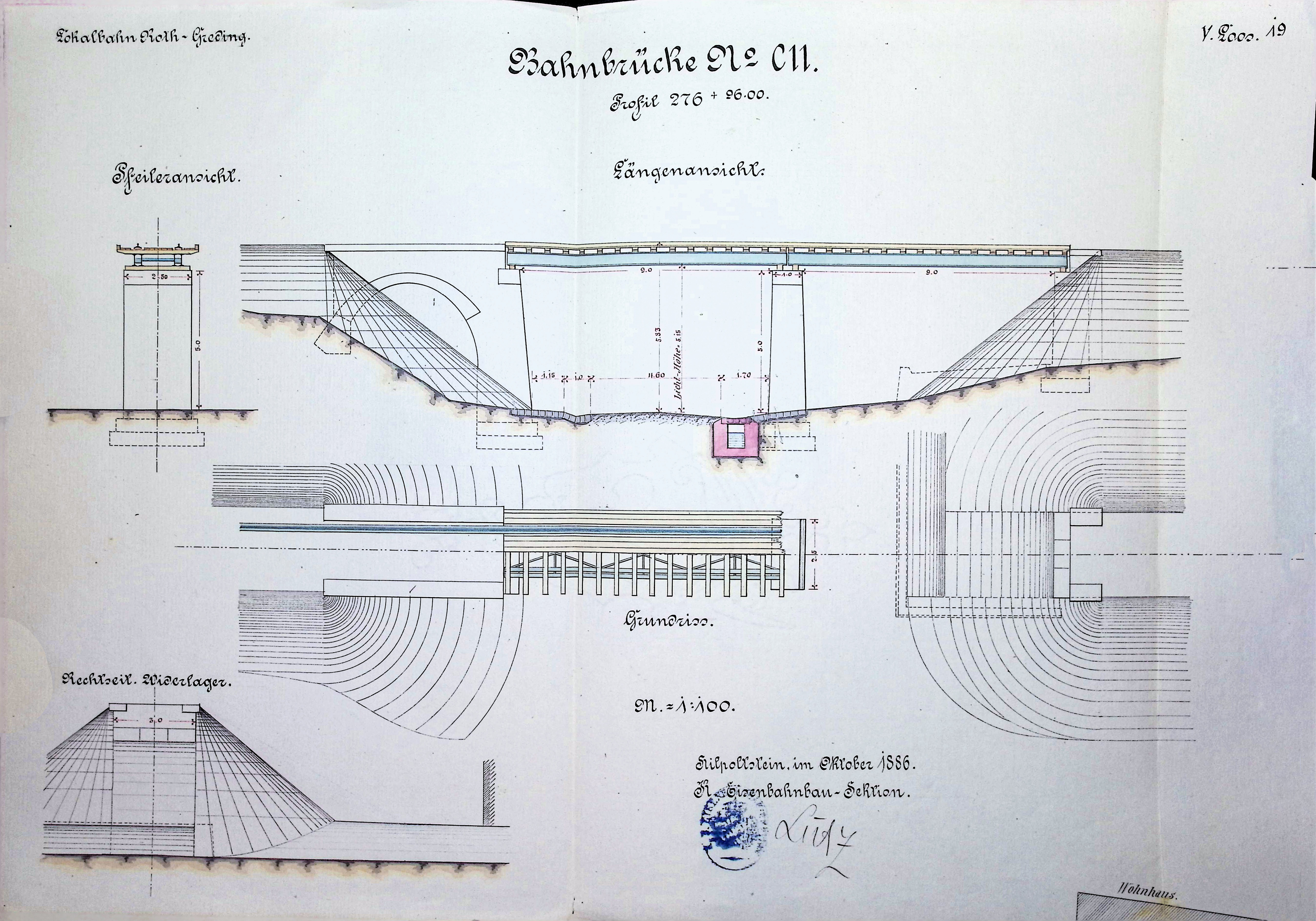
Plan der Eisenbahnbrücke Thalmässing (1886)

Es sollten 90.400 Kubikmeter Erdmassen bewegt und rund 22.500 Kubikmeter Material für den Unterbau eingebracht werden. Geplant waren ferner 13 Brücken und 21 Durchlässe. An den meisten Stationen sollte nur ein Betriebsgebäude entstehen, in Lohgarten-Roth, Eckersmühlen, Hilpoltstein und Greding darüber hinaus ein Nebengebäude. In Roth sollte eine Remise für eine Lokomotive entstehen, in Greding eine für zwei.
Die Erdarbeiten und der Unterbau wurde in sechs Losen ausgeschrieben. Die ersten drei Lose (zwischen Roth und Selingstadt) wurden in einer öffentlichen Submission am 26. August 1886 vergeben. Unter 17 Bewerbern konnte sich der Baumeister Johann Huber aus Gunzenhausen in allen Losen mit einem Abschlag von 10,5 % auf die ausgeschriebenen Preise durchsetzen. Am 16. Dezember 1886 wurde der Rest der Strecke (zwischen Selingstadt und Greding) ausgeschrieben. Huber gewann zwei weitere Lose, zwischen Selingstadt und Kleinhöbing, der restliche Streckenabschnitt wurde von den Herren Grieshammer und Landfritz hergestellt.
Anfang September 1886 begannen die Arbeiten (Erd-, Unterbau- und Mauerarbeiten) an den ersten drei Losen mit bis zu 305 Arbeitern, 18 zweispännigen Fuhrwerken und 43 Rollwagen. Auch aufgrund günstiger Witterung konnten sie im Dezember gleichen Jahres abgeschlossen werden.
Am 8. März 1887 verkehrte im Stadtgebiet von Roth erstmals ein Bauzug mit drei Wagen, der Schwellen und Schienen transportierte, auf der Strecke.  Ende April 1887 wurden südlich von Thalmässing ein germanisches Gräberfeld aus der Merowingerzeit angeschnitten, zwanzig Gräber geöffnet sowie Waffen und Schmuck geborgen. Im Mai 1887 waren die Schienen bis Heideck gelegt, im Juli bis Eysölden. Am 11. August 1887 erreichte erstmals ein Zug Thalmässing.
Am 15. September 1887 erreichte ein Materialzug erstmals die Endstation Greding. Am 19. September trafen zwei Lokomotiven vom Typ D VII ein, die erste Probefahrt (mit der technischen Abnahme) fand am 21. Oktober 1887 statt.

### Eröffnung und Betrieb
Ab 25. Oktober 1887 erfolgte ein mehrmonatiger Probebetrieb mit zwei täglichen Zugpaaren.
In Abständen von 1,5 bis 3,5 km lagen 16 Stationen. 9 Stationen dienten dem Personen- und Güterverkehr, 7 „Personen-Halteplätze“ rein dem Personenverkehr. Die Fahrzeit über die gesamte, 39 km lange Strecke lag zwischen 135 und 150 Minuten. Der Preis für eine Hin- und Rückfahrt zwischen Greding und Hilpoltstein lag bei zwei Mark – etwa einem Tageslohn. Mit Ausnahme einer Linie nach Freystadt wurde der Postkutschen-Verkehr Ende Oktober 1887 eingestellt.
Die Betriebsleitung war in Greding eingerichtet worden. Personal (Expedienten, Wärter, Agenten) wurden in Lohgarten-Roth, Eckersmühlen, Hilpoltstein, Heideck, Eysölden, Thalmässing, Höbing und Greding stationiert. An den übrigen Stationen konnten dem Kondukteur während des Zugaufenthaltes bis zu 100 kg Expressgüter und Kleinvieh übergeben werden. Zur Vereinfachung war an Stationen und Haltestellen jeweils nur ein Bediensteter vorgesehen, der zusätzlich zu bestimmten Zeiten täglich einen ihm zugewiesenen Streckenabschnitt zu begehen hatte. Die Be- und Entladung von Wagenladungsgütern hatte durch die Versender bzw. Empfänger zu erfolgen. An Sonn- und Feiertagen wurden keine Güter zur Beförderung angenommen.
Auch nach der vorläufigen Eröffnung waren auf der Strecke noch Material- und Bauzüge unterwegs, die fortan nach einem festen Fahrplan verkehrten. Die offizielle Eröffnung erfolgte am 1. Juni 1888 mit drei täglichen Zugpaaren. Zwei neue Lokomotiven gleicher Baureihe bedienten mit je vier Güter- und Personenwagen insgesamt neun Stationen (mit Bahnhofsgebäude) und sieben Haltestellen (durch Tafeln markiert). In den folgenden Fahrplanperioden wurden teils zwei, teils drei tägliche Zugpaare angeboten, zeitweise auch drei an einzelnen Wochentagen.
Die Strecke erfreute sich großer Beliebtheit und brachte den Zungenbrecher „Die Gretel fuhr mit der Gredl nach Greding“ hervor. Überliefert sind zahlreiche überfüllte Fahrten.
1892 wurde der Haltepunkt Hausen in Hausen b. G. (Hausen bei Greding) umbenannt. In den frühen 1910er Jahren wurde eine Weiterführung der Strecke von Greding nach Kinding diskutiert. Eine solche Weiterführung der Strecke bis Kinding oder Kipfenberg war bereits in der Lage des Bahnhofs Greding berücksichtigt worden.
1922 wurde der Haltepunkt Lösmühle wegen zu geringem Verkehr aufgegeben.
Für die ursprünglich (um 1937/1938) geplante Variante des Main-Donau-Kanals, der so genannten Mindorf-Linie, entstand am Ortsrand von Hofstetten (bei Hilpoltstein) eine Betriebsstelle mit einer Weiche, einem Ladegleis, einem Stellwerk sowie einem Ladekran. Darüber wurde Baumaterial angefahren und auf eine etwa ein Kilometer lange Feldbahn von 600 mm Spurweite umgeladen, die zu Lagerplätzen im Wald nordöstlich der Schweizer Mühle führte. Da die engen Radien und großen Steigungen das Güterzuggewicht auf 200 Tonnen je Zug beschränkte, waren sechs bis acht Züge pro Tag für den Transport von etwa 1.500 Tonnen Material pro Tag erforderlich. In dieser Zeit erbrachte die Strecke die in ihrer Geschichte größte Leistung, mit etwa sechs bis acht zusätzlichen Güterzugpaaren, die neben dem regulären Verkehr durchgeführt wurden. Zusätzlich wurden aus Greding noch die Baustelle der Bundesautobahn 9 versorgt. Die Arbeiten am Kanal wurden aufgrund des Kriegsbeginns 1939 eingestellt. Nach anderen Angaben erfolgten die ersten Kanalarbeiten (bei Pyras/Mindorf) 1939 und wurden 1942 eingestellt.
Beim Bau der Bundesautobahn 9 im Jahr 1935 wurde eine Brücke zwischen Greding und Hausen über die Strecke gebaut und hierfür die Streckenführung angepasst. Beim Standstreifenbau 1970 wurde die Brücke verbreitert.
Im Zweiten Weltkrieg gab es auf der Strecke keine Kriegsschäden, die den durchgehenden Verkehr beeinträchtigten.  Die Züge der Strecke waren immer wieder Ziel von Tieffliegern; eine Lokomotive wurde am 14. April 1944 zusammengeschossen. Vom 18. bis 20. April 1945 brachten Züge Ausrüstungsgegenstände für eine ungarische SS-Division nach Greding, die dort bereits abgezogen war. Bei der Einnahme der Stadt Roth nutzten am 20. April 1945 zahlreiche US-amerikanische Panzer die Rednitzbrücken vom Bahnhof in Richtung Innenstadt, nachdem zuvor Straßenbrücken gesprengt worden waren. Am Bahnhof in Alfershausen wurden am 23. April 1945 zwei deutsche Panzer zerstört. Nach dem Kriegsende wurde, im Oktober 1945, ein tägliches Zugpaar zwischen Roth und Thalmässing angeboten (5:04 Uhr ab Thalmässing, an 19:43 Uhr dort). Zahlreiche Menschen aus Städten kamen mit Zügen in Greding an, um Nahrungsmittel zu finden.
Mitte der 1950er Jahre verkehrten auf der Strecke täglich sechs Zugpaare. Sie dienten im Wesentlichen Berufspendlern nach Nürnberg, teils aber auch nach Roth und Schwabach. Die Landesstraße zwischen Roth und Hilpoltstein zählte zu dieser Zeit bereits zu den am stärksten befahrenen Straßen in Mittelfranken.
Die Bahnhöfe Eckersmühlen, Hilpoltstein, Heideck und Thalmässing wurden 1960 mit mechanischen Stellwerken der Bauform Einheit ausgestattet.

### Teilweise Stilllegung, Modernisierung
Am 28. Mai 1972 wurde, nach 84 Betriebsjahren, der Gesamtverkehr auf dem 12 Kilometer langen Teilabschnitt Thalmässing–Greding eingestellt und durch eine erweiterte Bahnbuslinie ersetzt. Der Bundesverkehrsminister hatte dafür am 28. Februar 1972 eine Genehmigung erteilt.
Zum Winter-Fahrplanwechsel am 29. September 1974 wurde nach einer Genehmigung des Bundesverkehrsministers vom 21. Februar 1974 auch der Personenzugverkehr auf dem 16 Kilometer langen Teilabschnitt Hilpoltstein–Thalmässing eingestellt und stattdessen ein Busverkehr eingerichtet. Güterzüge dagegen befuhren weiterhin den Streckenabschnitt.
Die Strecke war nicht Teil des 1976 vorgelegten „betriebswirtschaftlich optimalen Netzes“ der DB. Sie fand sich jedoch auf einer durch das Bundesverkehrsministerium im Frühjahr 1977 vorgelegten Liste von Strecken, auf denen die „Einstellung des Güterzugbetriebs mit Sicherheit nicht in Betracht“ gekommen sei.
Zum Jahresfahrplan 1982/1983 wurde der Personenverkehr zwischen Roth und Hilpoltstein an Samstagen eingestellt. Die Bundesbahn begründete dies mit einem geringen Verkehrsaufkommen, das im Vergleich zu montags bis freitags nur 17 Prozent betragen habe – bei einem Angebot von 70 Prozent. Einzelne Züge seien mit weniger als zehn Reisenden ausgelastet gewesen. Ferner würden montags bis freitags zwei zusätzliche Züge angeboten. Zwischen Roth und Greding verkehrte die Bahnbuslinie 8966.
Im Zuge der Planungen für die S-Bahn-Strecke Nürnberg–Roth hatte die Stadt Roth Ende der 1970er Jahre gefordert, diese bis nach Eckersmühlen zu führen. Darauf aufbauend schlug der damalige Hilpoltsteiner Bürgermeister Benz vor, die Forderung zu stellen, die S-Bahn bis Hilpoltstein zu führen. Ende der 1970er Jahre war eine Stilllegung der gesamten Strecke in Diskussion.

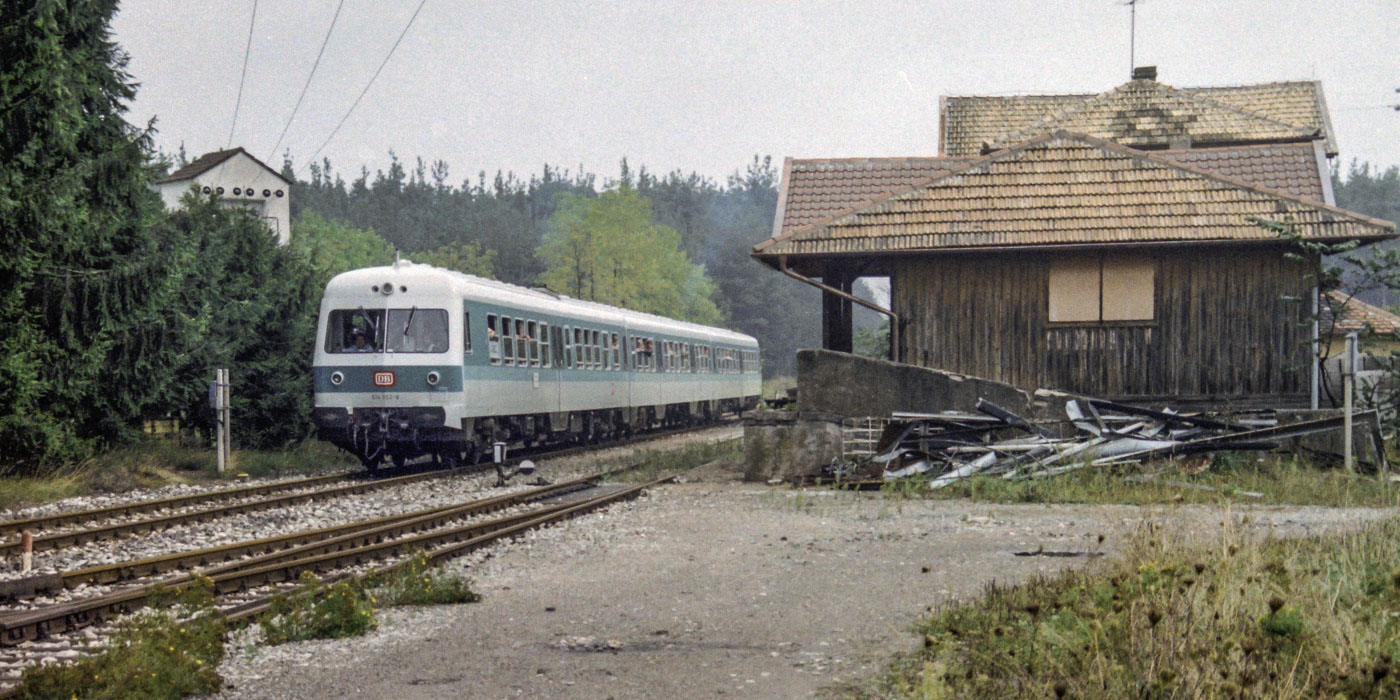
Ein Sonderzug im Bahnhof Heideck (1987). Der reguläre Personenverkehr war bereits seit 1974 eingestellt.

In einer im März 1986 zwischen dem Freistaat Bayern und der DB geschlossenen „Vereinbarung über die zukünftige Gestaltung des öffentlichen Personennahverkehrs“ war die Strecke unter 59 untersuchten Strecken eine von 40, deren Betrieb vorerst gesichert war; 19 wurden auf Busverkehr umgestellt. Mit 948 Reisendenkilometern je Kilometer Betriebslänge (zum Stand von 1983) lag die Strecke der mittleren von drei Kategorien: Auf Strecken mit einem Wert von unter 500 durfte die DB den Nahverkehr einstellen, für Strecken mit einem Wert von über 1000 verpflichtete sie sich hingegen, die Attraktivität durch eine Reihe von Maßnahmen (wie höheren Reisegeschwindigkeiten, der Einführung von Taktverkehren und Stationsmodernisierungen) zu steigern. Der Fortbestand des Personenverkehrs zwischen Roth und Hilpoltstein sei damit bis 1995 gesichert gewesen. In der Vereinbarung verpflichtete sich die u. a. für die Strecke Roth–Hilpoltstein, das Angebot zu verbessern. Falls sich das Verkehrsaufkommen nach Ablauf eines Versuchszeitraums von drei Jahren um mehr als 20 Prozent verringert hätte, sollten neue Überlegungen bezüglich der Angebotsumstellung getroffen werden. Darüber hinaus sollte der „Zubringerwert“ der Strecke zur kommenden S-Bahn Nürnberg–Roth geprüft werden.
Ebenfalls 1986 erwogen die DB, der Landkreis Roth und der Verein Fränkische Museums-Eisenbahn kurzzeitig, die Strecke als „historische Bahnlinie“ zu vermarkten, die verschiedene Sehenswürdigkeiten zwischen Roth und Thalmässing miteinander verbindet. 1988 erwog die DB, entweder neue Triebfahrzeuge und einen Taktverkehr auf der Strecke einzuführen oder den Verkehr zwischen Roth und Hilpoltstein auf Busse umzustellen, die auch den südlichen Landkreis anfahren sollten.
1987 wurde im Rahmen der Sanierungsprogramms DB 90 erwogen, in Hilpoltstein statt zweimal nur noch einmal täglich Güter abzuholen, in Thalmässing gar nicht mehr. Die Wagenladungstarifpunkte Alfershausen, Eysölden und Heideck wurden zum 2. Juni 1991 geschlossen, der Güterverkehr somit eingestellt. Beispielsweise sei es zwischen 1985 und 1990 in Eysölden zu einem Rückgang von 68 auf 36 Güterwagen gekommen, in Eysölden von 28 auf 0, Heideck von 199 auf 18. Thalmässing sei mit 250 Wagen pro Jahr noch wirtschaftlich zu betreiben gewesen. Der Güterverkehr nach Thalmässing wurde im Oktober 1997 eingestellt.
Ende Juni 1995 kündigte Bayerns Wirtschafts- und Sozialminister Otto Wiesheu an, dass das Verkehrsangebot im Zuge der Regionalisierung in den „Integralen Taktfahrplan Bayern“ aufgenommen und der Wochenendbetrieb wieder aufgenommen werden solle. Eine befürchtete Einstellung sei damit vom Tisch gewesen. Eine Reaktivierung weiterer Streckenabschnitte für den Personenverkehr, beispielsweise bis Thalmässing, wurde erwogen. Am 2. Juni 1996 wurde der Zugbetrieb an Wochenenden zwischen Roth und Hilpoltstein wieder aufgenommen, die Buslinie zwischen Roth und Hilpoltstein eingestellt und weitere Busfahrpläne angepasst. Fortan wurde wochenends wieder ein Zwei-Stunden-Takt angeboten, nachdem zuvor dreimal pro Tag und Richtung Busse eingesetzt worden waren. Die Deutsche Bahn kündigte im Herbst 1997 an, dass ab 1998 keine Sonderzugfahrten zwischen Roth und Thalmässing mehr stattfinden würden und begründete dies mit dem schlechten Zustand der Strecke. Eine Mitte der 1990er Jahre durch die DB gefertigte Machbarkeitsstudie hatte laut einem Medienbericht ergeben, dass der Betrieb nach Heideck für „relativ wenig Geld“ möglich sei. Darauf aufbauend wurde der Bedarf hierfür durch eine Studie durch Intraplan ermittelt. Diese im Auftrag der Regierung von Mittelfranken durchgeführte Studie hatte ergeben, dass diese Verlängerung nur dann förderfähig sei, wenn der Bahnhof Allersberg nicht realisiert würde, der laut der Studie aus dem südlichen Landkreis eher Richtung Nürnberg genutzt werden würde als die Strecke Richtung Roth. In diesem Fall sei mit rund 650 Fahrgästen pro Tag zwischen Heideck und Hilpoltstein zu rechnen gewesen.
Im Juli 1997 teilte die DB dem Landkreis Roth ihre Absicht mit, den Betrieb zwischen Hilpoltstein und Thalmässing einstellen zu wollen. Der Landkreis Roth erwog daraufhin, den Betrieb durch ein anderes Eisenbahninfrastrukturunternehmen weiterführen zu lassen. Potenzielle Betreiber hätten laut Angaben des Landkreises jedoch nur Interesse gezeigt, wenn die gesamte Infrastruktur, ab Roth, übernommen werden könnte. Im August 1998 sprach sich der Kreisausschuss dafür aus, den Abbau Gleise zwischen Hilpoltstein und Thalmässing zu verhindern, um die Möglichkeit eines zukünftigen Eisenbahnbetriebs offenzuhalten. Die örtlichen Bauhöfe sollten dafür Sorge tragen, dass die Strecke nicht „verrotte“. Die Kreisverwaltung wurde beauftragt, mit der DB entsprechende Verhandlungen aufzunehmen. Am 12. Juni 1998 genehmigte das Eisenbahn-Bundesamt die Stilllegung des 16 km langen Streckenabschnitts Hilpoltstein–Thalmässing.

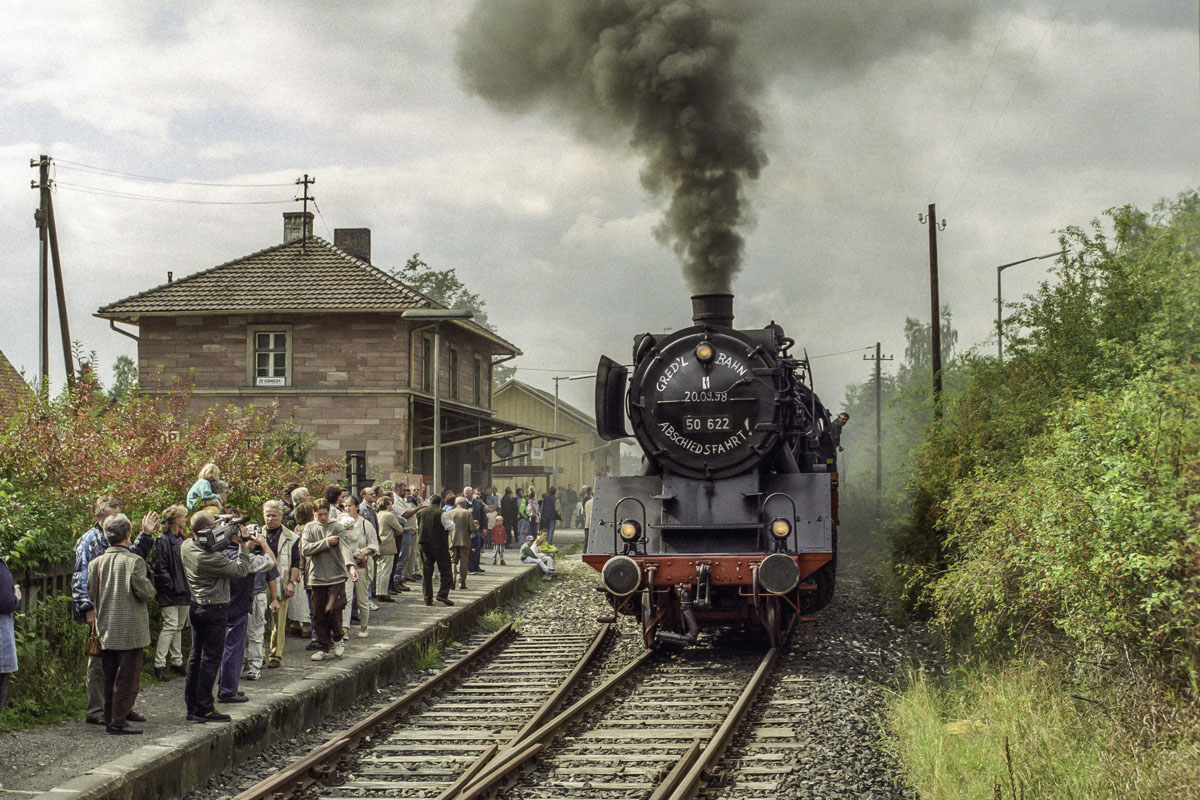
Eine Dampflokomotive der Baureihe 50 auf einer Nostalgiezug-Abschiedsfahrt am 20. September 1998 im Bahnhof Hilpoltstein, der letzten Zugfahrt bis Thalmässing

Der Streckenabschnitt zwischen Heideck (ausschließlich) und Thalmässing wurde am 21. September 1998 stillgelegt. Die DB beabsichtigte zunächst, zu diesem Stichtag den Abschnitt zwischen dem Streckenkilometer 12,7 (nahe Hilpoltstein) und Heideck (einschließlich) vorübergehend noch als Bahnhofsgleis nur für betriebliche Zwecke zu nutzen. Sie kündigte wenig später an, den Abschnitt als Streckengleis weiterzubetreiben. Zum 30. September 1999 wurde Betrieb zwischen Hilpoltstein und Heideck eingestellt. Der Gleisabschnitt zwischen Hilpoltstein und dem Streckenkilometer 12,7 (nahe Hilpoltstein) wurde in ein Bahnhofsgleis des Bahnhofs Hilpoltstein umgewandelt. Über dieses Bahnhofsgleis wurde der Gleisanschluss der Firma Klingele zunächst noch weiter bedient.
Im März 2001 kündigte DB Cargo an, im Rahmen des Programms MORA C den Güterverkehr auf der Strecke zum 31. Dezember 2001 einzustellen, da dieser nicht wirtschaftlich sei. Davon war in erster Linie die Firma Klingele in Hilpoltstein betroffen. Bis Herbst 2000 sei das Unternehmen nach eigenen Angaben noch täglich angefahren worden, aufgrund zurückgehenden Aufkommens fortan jeden zweiten. Dabei wurden jeweils etwa zwei bis vier Wagen transportiert. Beim Umbau einer Straße in Hilpoltstein (Altstadtring) waren zwei Bahnübergänge zur Anbindung der Firma noch berücksichtigt worden. Im April 2002 beriet der Stadtrat von Hilpoltstein darüber, den Streckenabschnitt zwischen der Brücke im Stadtpark und der Firma Klingele sowie das Ladegleis am Bahnhof Hilpoltstein zu übernehmen.
Bereits nachdem die DB dem Landkreis Roth im Juli 1998 mitgeteilt hatte, den Eisenbahnbetrieb zwischen Hilpoltstein und Thalmässing aus wirtschaftlichen Gründen einzustellen, erwog dieser, einen Radweg einzurichten. Verhandlungen zwischen der DB und dem Kreis über den Verkauf des stillgelegten Streckenabschnitts zwischen Hilpoltstein und Thalmässing stagnierten 1999. Die DB forderte für die 170.000 Quadratmeter 3 DM je Quadratmeter. Zuzüglich Kosten für den Rückbau überstieg der Preis von 870.000 DM die Erwartungen der Kaufinteressenten.
Mittlerweile ist zwischen Greding und Hilpoltstein der Gesamtverkehr eingestellt und die Strecke dort abgebaut. Auf dem ehemaligen Gleisplanum entstand zwischen September 2005 und Juli 2006 ein Radweg von zunächst 16,2 Kilometern Länge zwischen Hilpoltstein und Thalmässing. Die geplanten Baukosten betrugen rund 1,5 Millionen Euro. Später wurden noch Relikte und Hinweistafeln ergänzt. Während der Radweg zwischen Hilpoltstein und Thalmässing nahezu durchgängig auf der ehemaligen Trasse verläuft und durchgehend asphaltiert ist, nimmt der Gredl-Radweg zwischen Thalmässing und Greding vielfach einen anderen Verlauf auf anderen Wegen, größtenteils asphaltiert oder geschottert.

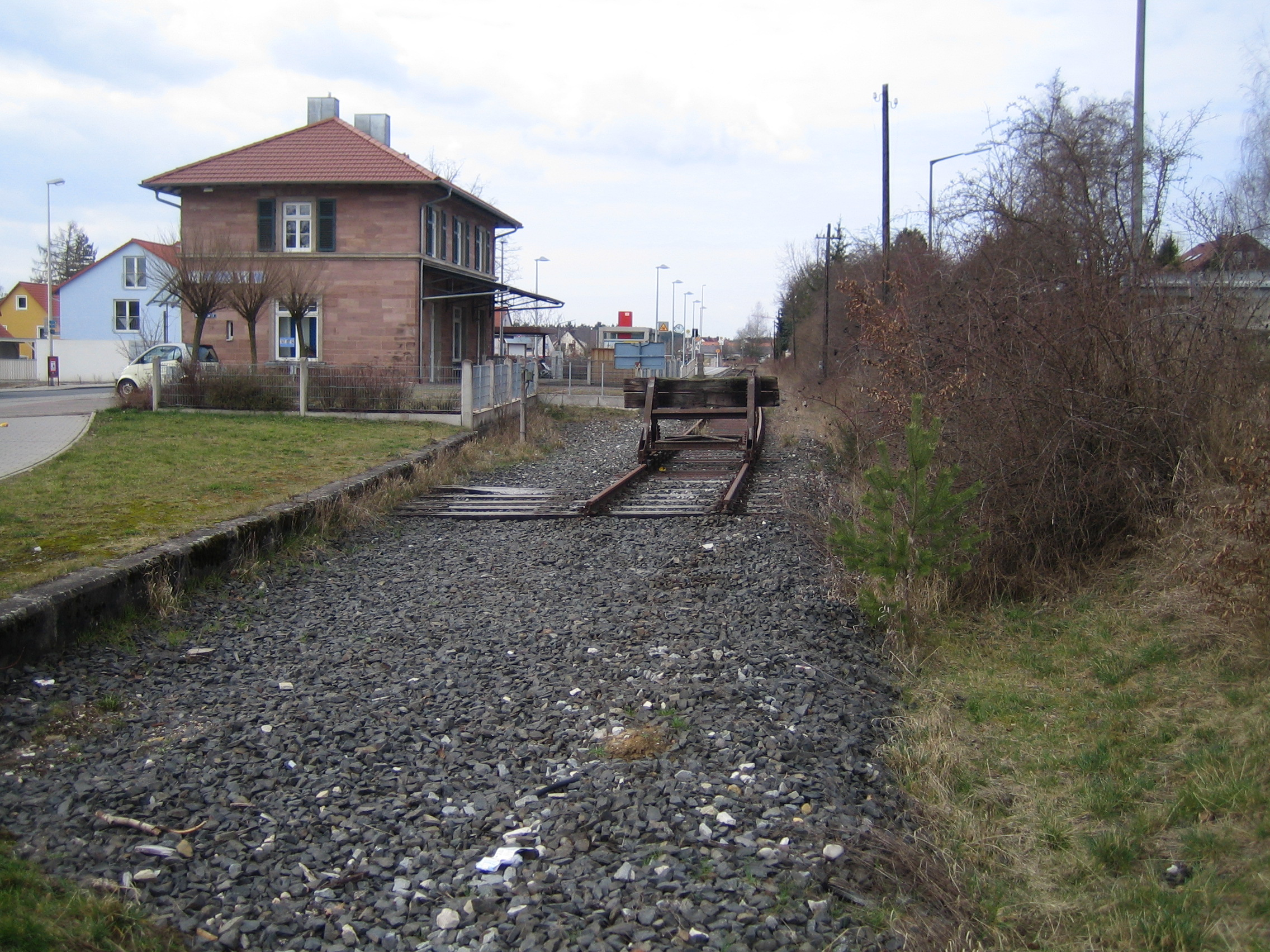
Überreste des zweiten Bahnsteiggleises in dem zum Haltepunkt zurückgebauten Haltepunkt Hilpoltstein (2007)

Die Stationen Lohgarten-Roth und Hilpoltstein wurden Mitte der 2000er Jahre modernisiert und mit höhengleichen Bahnsteigen und Wartehäuschen ausgestattet. In Eckersmühlen wurde das Wartehäuschen modernisiert, nicht jedoch der Bahnsteig.
Im Oktober 2009 wurde im Zuge der Südosttangente Roth eine Brücke über die Bahnstrecke eröffnet. Sie ersetzte einen zuletzt nur mit 10 km/h befahrbaren Bahnübergang in diesem Bereich.
Im Zuge von Bauarbeiten im August 2010 wurde das gesamte Gleisbett zwischen Eckersmühlen und Hilpoltstein saniert, der Bahnhof Hilpoltstein zu einem Haltepunkt zurückgebaut. 2011 wurde das Gleis auf einer Länge von 3,4 km, zwischen Eckersmühlen bis kurz vor Roth, ausgewechselt. Dabei wurden Schienenstränge aus dem Jahr 1896 gefunden.

### Rollmaterial
Im Personenverkehr folgten auf Dampflokomotiven zunächst Diesellokomotiven der Baureihe V 100, gefolgt von Schienenbussen der Baureihe 78.9, bevor gegen Mitte der 1970er Jahre Triebwagen der Baureihe 614 eingesetzt wurden. Die in Fünf-Kilometer-Abschnitten in Reisendenkilometern pro Kilometer Betriebslänge gemessene Verkehrsleistung wurde 1970 (Roth bis Greding) mit 681 angegeben, 1974 (Roth bis Thalmässing) mit 901. 1975 (Roth bis Hilpoltstein) lag der Wert bei 1239, 1976 bei 1155, 1977 bei 1188. Sie lag Anfang der 1980er Jahre noch über 1000, mit fallender Tendenz. In den 1970er und 1980er Jahren fanden noch vereinzelte Dampfzugfahrten statt. Der letzte Dampfzug im Abschnitt Heideck–Thalmässing fuhr im September 1998.
Auf der Strecke werden einige von 29 von DB Regio Nordbayern beschafften und ab dem Jahr 2000 ausgelieferten Diesel-Triebzügen der Baureihe 642 eingesetzt. 2001 verkehrten erstmals wieder Dampf-Sonderzüge auf der nunmehr bis Hilpoltstein verkürzten Strecke.
In Greding bestand in den 1960er Jahren noch eine Lokstation („Bw-Außenstelle“) des Bahnbetriebswerks Nürnberg Hbf.

## Heutige Nutzung

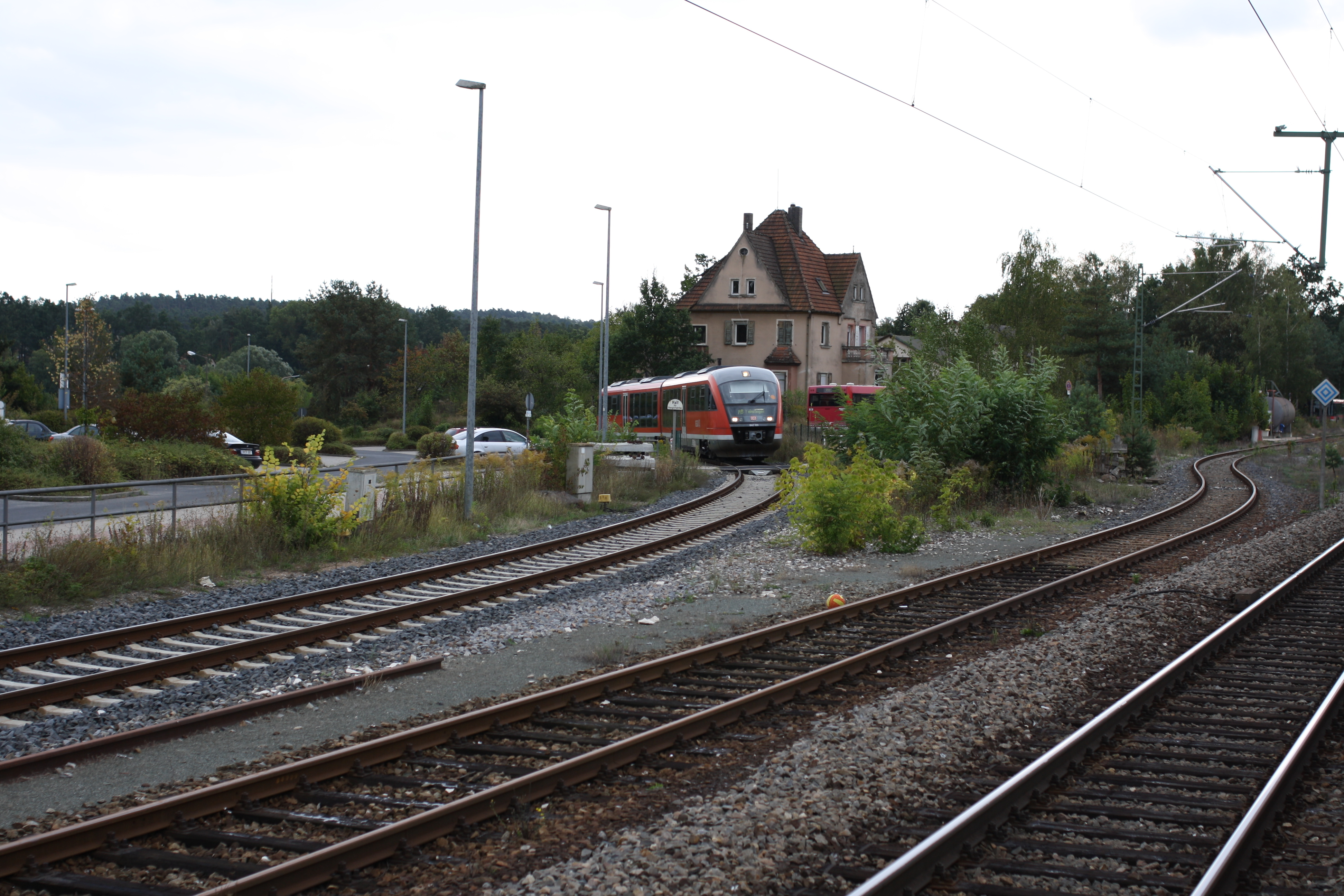
Aus Hilpoltstein in den Bahnhof Roth einfahrender Dieseltriebwagen der Baureihe 642 (2009)

Auf dem Reststück werden hauptsächlich Fahrzeuge der Baureihe 642 („Desiro“), seltener auch der Baureihe 648 („LINT 41“) eingesetzt. Es besteht montags bis freitags ein Stundentakt zwischen 5 und 23 Uhr, an übrigen Tagen ab 7 Uhr. Zur Hauptverkehrszeit verkehren einzelne Züge vom Takt abweichend, um (morgens) mehr Passagiere befördern zu können oder um (mittags/nachmittags) den Unterrichtsschluss von Schulen abzuwarten.
Mögliche Auswirkungen von Fahrgastverlagerungen auf den im Dezember 2006 eröffneten Bahnhof Allersberg (Rothsee) waren zunächst unklar. Der Verkehrsdurchführungsvertrag für die Strecke lief zunächst bis 2013. Inwieweit der Betrieb auch danach noch aufrechterhalten werden sollte, hing laut Angaben von 2007 auch von der Akzeptanz des neuen Bahnhofs Allersberg ab. Nachdem der Bahnhof Allersberg ein Jahr in Betrieb gewesen war, bezifferte DB Regio den Fahrgastrückgang auf der Strecke Roth–Hilpoltstein im Jahresvergleich mit 2,6 Prozent.
2017 wurden montags bis freitags durchschnittlich 1050 Fahrgäste pro Tag auf der Strecke gezählt. Nach Angaben von 2021 nutzen an Schultagen rund 500 Schüler die Strecke.

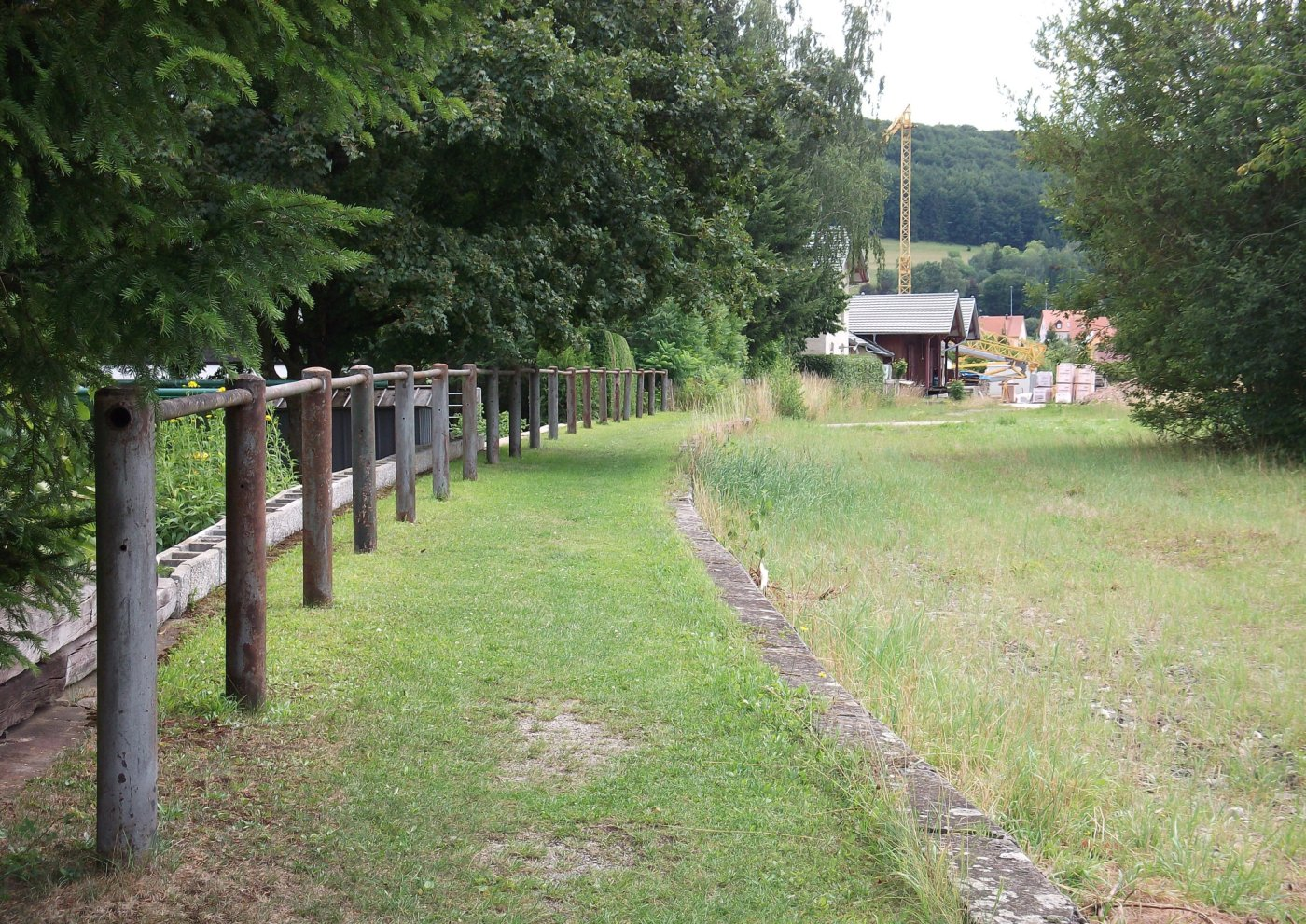
Überreste des Bahnsteigs des Bahnhofs Thalmässing (2012)

Zum 1. Mai 2017 wurde mit dem Gredl-Express (Linie 636) eine Buslinie eingerichtet, die an Sonn- und Feiertagen von Hilpoltstein über Thalmässing nach Greding fahren soll. Ein Teil der Fahrten soll Anschluss von bzw. zur Gredl haben. Das Defizit aus dem für drei Jahre geschlossenen Verkehrsvertrag, 38.000 Euro abzüglich der Fahrgeldeinnahmen, tragen der Landkreis sowie die drei Gemeinden jeweils zur Hälfte. Die Zahl der Fahrgäste je Saison ging bis 2022 von anfangs 1.300 auf 152 zurück. Durch verschiedene Werbemaßnahmen wurden in der Saison 2023 1316 Fahrgäste gezählt. Das Angebot wurde infolgedessen bis mindestens 2027 verlängert. Ein Rufbus-System, das mit einem festen Fahrplan die Hilpoltsteiner Ortsteile mit dem Bahnhof Hilpoltstein verbindet, wurde 2024 9760-mal genutzt.
Zum kleinen Fahrplanwechsel am 9. Juni 2019 wurden wöchentlich zwei zusätzliche Abfahrten, freitags und sonntags 22 Uhr ab Roth, eingeführt.
Aufgrund von Lokführermangel, auch aufgrund von zusätzlichem Personalbedarf an anderen regionalen Baustellen, wurde der Betrieb auf der Strecke vom 5. August bis 9. September 2019 eingestellt. Bereits im Juli 2019 war der Betrieb aufgrund von Personalmangel zeitweise eingestellt worden.
Aufgrund maroder Brücken wurde der Geh- und Radweg entlang der beiden Rednitztalbrücken in Roth im Jahr 2020 geschlossen. Über einen etwa 4,2 Millionen Euro teuren Neubau soll entschieden werden, wenn über den Ausbau zur S-Bahn-Strecke Klarheit besteht.
Zum 1. April 2021 wurden die Fahrkartenautomaten in Lohgarten, Eckersmühlen und Hilpoltstein abgebaut und durch Fahrkartenautomaten in den Zügen ersetzt.
Seit dem Fahrplanwechsel am 12. Dezember 2022 wird ein durchgehender Stundentakt angeboten: montags bis freitags mindestens zwischen 5 und 23 Uhr, an Samstagen von 6 bis 23 Uhr und an Sonn- und Feiertagen zwischen 7 und 23 Uhr. Die Zahl der täglichen Fahrtenpaare wurde von 18 auf 19 erhöht (Montag bis Freitag), samstags von 10 auf 17 sowie sonntags von 9 auf 17.
Die Haltepunkte Hilpoltstein und Lohgarten sind barrierefrei ausgebaut. Eckersmühlen ist hingegen nicht barrierefrei und auch kein entsprechender Ausbau geplant.

## Ausblick

### Bahnbetrieb
Im September 2013 wurde der Verkehrsdurchführungsvertrag um zehn Jahre bis zum 31. Dezember 2023 verlängert.
Mitte Dezember 2015 gab die Bayerische Eisenbahngesellschaft (BEG) bekannt, die Verkehre im Dieselnetz Nürnberg erneut an DB Regio vergeben zu wollen. Der formale Zuschlag sollte am 4. Januar 2016 erfolgen. Der Vertrag wurde letztlich am 14. Juni 2016 unterzeichnet. Mit der zum 9. Juni 2019 geplanten Inbetriebnahme sollte die Strecke Roth–Hilpoltstein integriert werden. Ab Dezember 2021 sollte auf der Strecke ein Stundentakt auch am Wochenende angeboten werden. Dies wurde entsprechend umgesetzt.
Der Vertrag läuft bis Juni 2031. Im Zuge der Ausschreibung wurde eine personenbediente Verkaufsstelle in Roth (mit mindestens 45 Öffnungsstunden pro Woche) und Hilpoltstein (mindestens 35 Öffnungsstunden pro Woche) gefordert. Die Fahrzeuge sollen vor dem Betriebsstart einem „Redesign“ unterzogen werden. Unter anderem sind ein neues Fahrgastinformationssystem, automatische Fahrgastzählsysteme, neue Gepäckregale sowie Fahrkartenautomaten und -entwerter im Zug vorgesehen.
Im März 2025 kündigte die BEG die Ausschreibung eines neuen Verkehrsvertrags „Regionalverkehr Nürnberger Umland“ an, der u. a. die RB 61 (Roth–Hilpoltstein) umfassen soll. Der Vertrag soll voraussichtlich zum kleinen Fahrplanwechsel am 15. Juni 2031 in Kraft treten und bis 8. Dezember 2040 laufen. Er soll eine jährliche Kündigungsoption ab Dezember 2037 sowie drei einjährige Verlängerungsoptionen beinhalten. Das Vergabeverfahren soll voraussichtlich im März 2026 beginnen.
Im 3. Gutachterentwurf des Deutschlandtakts sind im Bahnhof Roth ein dreiminütiger Übergang von und zur S-Bahn, viertelstündige Übergänge zum Regionalverkehr von/nach Nürnberg sowie fünfminütige Wendezeiten im Hilpoltstein vorgesehen.

### Umbauten
Im Oktober 2010 beantragte die DB Netz AG den Rückbau zweier Bahnübergänge bei Eckersmühlen (km 5,241 und 5,444), da beide nicht mehr dem Stand der Technik entsprächen. Im Rahmen des Anhörungsverfahren, 2011, widersprach das Landratsamt Roth der ersatzlosen Beseitigung des letztgenannten, um von einem bahnparallelen Radweg eine Querverbindung zum historischen Eisenhammer herzustellen. 2015 legte DB Netz eine geänderte Planung vor, wonach der Bahnübergang bei km 5,444 nicht entfallen, sondern die Straße zum Fußüberweg herabgestuft werden sollte. Im November 2018 erging seitens des Eisenbahn-Bundesamtes ein entsprechender Planfeststellungsbeschluss. Beide Maßnahmen wurden bislang nicht umgesetzt (Stand: Juni 2025).
Die Stadt Hilpoltstein erwägt, einen Fußgängerübergang zurückzubauen.
Der Bahnübergang über den Steinbacher Weg in Eckersmühlen soll technisch gesichert werden: nach Angaben von 2024 bis 2026, nach Angaben von 2025 bis 2028, wobei die Planung bereits begonnen worden sei.
2021 wurden Planungsleistungen zur Anhebung der Gradiente zwischen km 7,4 und 8,0 sowie der Erneuerung von zwei Brücken (bei km 7,6 und 7,7) ausgeschrieben und vergeben. Ein entsprechender Plangenehmigungsbescheid, der neben der Höherlegung, dem Ersatz von drei 1888 errichteten Brücken auch den Ersatz eines Bahnübergangs (bei km 7,8) durch eine Furt unter einer der neuen Brücken mit einschließt, erging im August 2024. Diese Maßnahmen wurden bislang (Stand: Juni 2025) noch nicht umgesetzt.

### Ausbau zur S-Bahn-Strecke

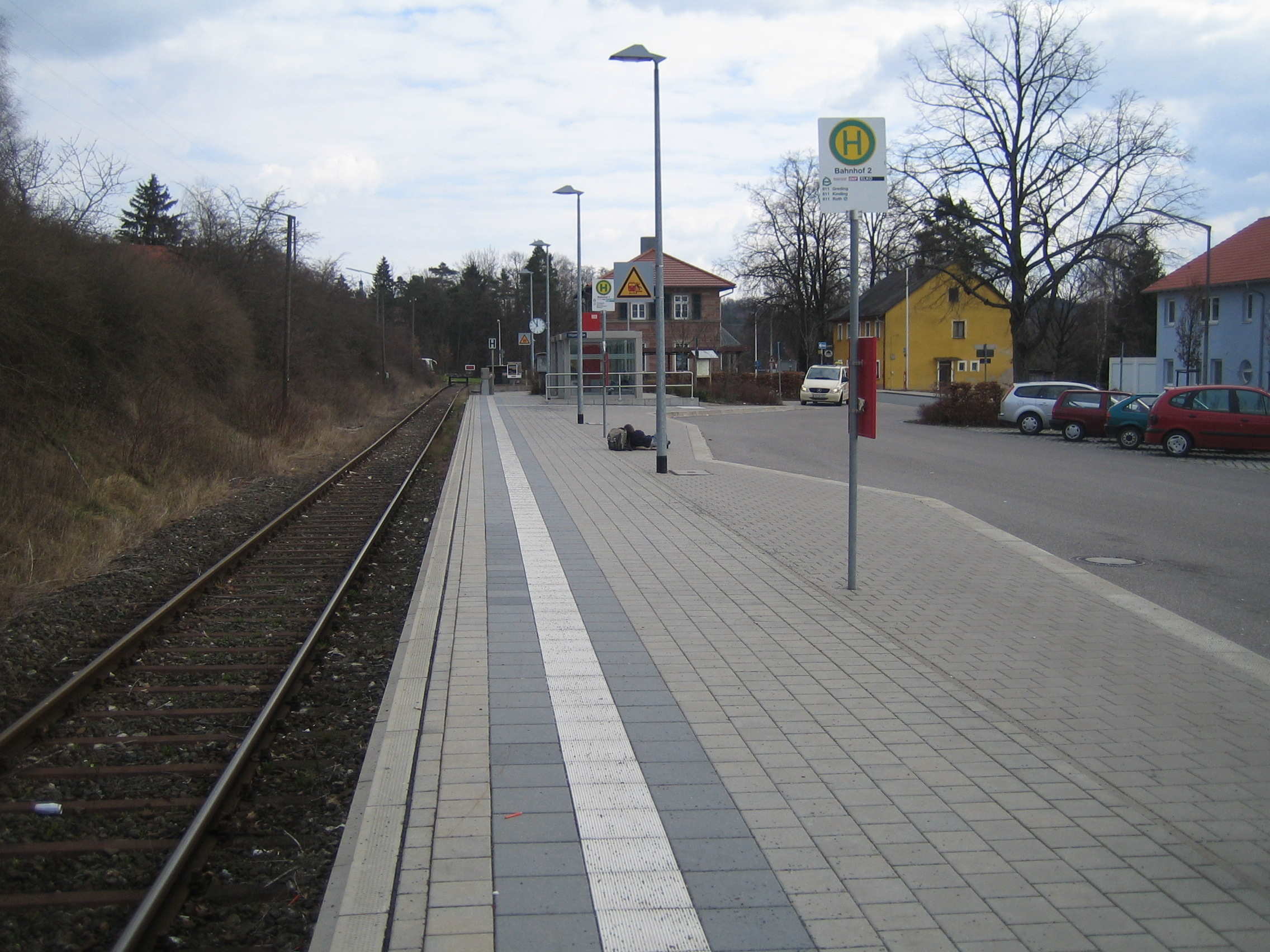
Ende der Strecke am modernisierten Haltepunkt Hilpoltstein (2007)

Bürger setzen sich etwa 2016 dafür ein, die Strecke bis zum Auslaufen des Verkehrsvertrags zu elektrifizieren und die S-Bahn Nürnberg von Roth nach Hilpoltstein zu verlängern. Im Rahmen einer Machbarkeitsstudie sollten Oberbau, Elektrifizierung, Bahnübergänge sowie der Um- und Ausbau von Bahnhöfen untersucht werden. Die Städte Roth und Hilpoltstein sowie der Landkreis sollten jeweils ein Drittel der Kosten von 30.000 Euro übernehmen.
Die im August 2020 öffentlich bekannt gewordene Studie beinhaltete fünf Varianten:
- Variante 1: Verbesserung der Fahrzeit durch Beseitigung und technische Sicherung von Bahnübergängen. Bei Kosten von 6,2 Mio. Euro soll die Geschwindigkeit (mit Elektrifizierung) von 60 auf 80 km/h angehoben werden, die Anschlüsse in Roth verbessert werden.[122]
- Variante 2A: 30-Minuten-Takt ohne Streckenbeschleunigung. Mit einem zusätzlichen Fahrzeug und einem Kreuzungsbahnhof in Eckersmühlen werden zusätzliche Anschlüsse erreicht. Dazu sind 2,5 Mio. Euro für die Infrastruktur sowie 5 Mio. Euro für ein zusätzliches Fahrzeug zu investieren.[122]
- Variante 2B: 30-Minuten-Takt mit Streckenbeschleunigung. Zu Gesamtkosten von 8,7 Mio. Euro (Infrastruktur und Fahrzeug) werden zusätzliche Anschlüsse in Roth erreicht.[122]
- Variante 3A: Stündliche Durchbindung einer S-Bahn nach Hilpoltstein, unter Abriss des Bahnhofsgebäudes in Roth, bei Gesamtkosten von 22,6 Mio. Euro, davon 9,9 Mio. Euro für die Elektrifizierung. In dieser Variante werden keine zusätzlichen Fahrzeuge benötigt.[122]
- Variante 3B: Durchbindung aller S-Bahn-Züge nach Hilpoltstein, damit 20-Minuten-Takt mit einer Reisezeit von 44 Minuten zwischen Hilpoltstein und Nürnberg Hauptbahnhof. Die Kosten hierfür betragen 24,1 Mio. Euro. Die jährlichen Betriebskosten würden von 2,2 auf 3,2 Millionen Euro pro Jahr steigen, die Zahl der Fahrgäste könne damit verdoppelt werden. Bereits eine stündliche S-Bahn-Durchbindung würde die Elektrifizierung der Strecke rechtfertigen, so die Studie.[122]

Aus Sicht der Studie sowieso anfallende Kosten für mittelfristig notwendige Brückensanierungen (9 Mio. Euro), die Errichtung eines Elektronischen Stellwerks in Roth sowie den barrierefreien Ausbau und Verlängerung von Bahnsteigen, sind nicht in den oben genannten Kosten enthalten. Drei Bahnübergänge der Strecke sollten saniert, zehn technisch gesichert sowie fünf weitere aufgelassen werden. Eine begleitende Potentialanalyse des VGN erwartet bei einer S-Bahn-Verlängerung allein innerhalb Roths 1270 Fahrgäste pro Tag, da die Innenstadt über Lohgarten besser erreicht werden könne. Die Deutsche Bahn stünde laut Angaben von 2020 dem Ausbau sehr positiv gegenüber, VGN und BEG seien dagegen aufgrund niedriger Fahrgastzahlen skeptisch.
Im Rahmen des „Ausbauprogramms S-Bahn Nürnberg“ wird in der Liste der zu untersuchenden Maßnahmen neben der Elektrifizierung der Strecke eine Verlängerung von Hilpoltstein zum Bahnhof Allersberg (Rothsee) an der Schnellfahrstrecke Nürnberg–Ingolstadt genannt. Seit 2021 lief zu dem Ausbauprogramm eine vierjährige Machbarkeitsstudie. Bei einer Präsentation von Zwischenergebnissen wurden am 17. Oktober 2024 sowohl Ergebnisse zum Ausbau und zur Elektrifizierung der Bestandsstrecke sowie zu einer Neubaustrecke zwischen Hilpoltstein und Allersberg genannt:
- Der Ausbau der Bestandsstrecke erreicht demnach ein Nutzen-Kosten-Verhältnis von 1,7. Einem (volkswirtschaftlichen) Nutzen von 1,9 Millionen Euro pro Jahr stünde dabei ein Kapitaldienst für die „neue Infrastruktur“ von 1,2 Mio. Euro pro Jahr gegenüber. Erwartet werden, bei einem Stundentakt der S-Bahn, 600 zusätzliche Personenfahrten pro Tag im öffentlichen Personennahverkehr, bei Investitionskosten von 32,6 Mio. Euro (Grobkostenabschätzung, ohne Planungskosten, zum Preisstand 2022).
- Eine 8,9 km lange Neubaustrecke zwischen Hilpoltstein und dem Bahnhof Allersberg, soll, in Verbindung mit der Elektrifizierung von 0,7 km Bestandsstrecke in Hilpoltstein und weiteren Maßnahmen, 168 Mio. Euro kosten. Damit sollen 1400 zusätzliche Fahrten im öffentlichen Verkehr erreicht werden. Einem Nutzen von 4,3 Mio. Euro pro Jahr stünde ein Kapitaldienst von 3,4 Mio. Euro pro Jahr gegenüber, entsprechend einem Nutzen-Kosten-Verhältnis von 1,3.

Im August 2023 beschloss der Stadtrat von Hilpoltstein, bis Ende 2024 die Bahnübergänge der Strecke auf dem Stadtgebiet auf ihre Notwendigkeit oder die Möglichkeit einer baulichen oder technischen Sicherung zu prüfen. Der Arbeitskreis S-Bahn 2030 der Stadt Hilpoltstein arbeitete im Herbst 2024 an einem Konzept zu den Bahnübergängen, das nach weiteren Gesprächen veröffentlicht werden soll. Das Konzept sieht vor, mit drei Ausnahmen alle bislang nicht technisch gesicherten Bahnübergänge aufzulassen. Technisch gesichert werden sollen hingegen ein Bahnübergang bei Hofstetten (für den landwirtschaftlichen Verkehr), der Bahnübergang am Steinbacher Weg in Eckersmühlen sowie die Zufahrt zur Stephansmühle bei Hilpoltstein.
Im April 2025 kündigte das Bayerische Staatsministerium für Wohnen, Bau und Verkehr an, die Deutsche Bahn im laufenden Jahr mit der konkreten Planung zu beauftragen. Vorgesehen sind demnach eine Elektrifizierung, verlängerte und barrierefreie Bahnsteige sowie eine neue Weichenverbindung im Bahnhof Roth. Am 28. Juli 2025 sollte der Planungsvereinbarung zwischen dem Freistaat Bayern und DB Infra GO unterzeichnet werden. Dazu sollten der bayerische Verkehrsminister Christian Bernreiter und der DB-Konzernbevollmächtigte für Bayern, Heiko Büttner, nach Hilpoltstein kommen. Aufgrund des Eisenbahnunfalls von Riedlingen am Vortag wurde der Termin kurzfristig auf einen noch nicht feststehenden Termin verschoben. 2025 strebte die Bayerische Eisenbahngesellschaft eine Inbetriebnahme 2035 an.